# Lista chorążych reprezentacji Portugalii na igrzyskach olimpijskich
Lista chorążych reprezentacji Portugalii na igrzyskach olimpijskich – lista zawodników i zawodniczek reprezentacji Portugalii, którzy podczas ceremonii otwarcia nowożytnych igrzysk olimpijskich nieśli flagę portugalską.

## Chronologiczna lista chorążych
| Lp. | Rok i miejsce     | Chorąży            | Dyscyplina                |
| --- | ----------------- | ------------------ | ------------------------- |
| 1   | 1912, Sztokholm   | Francisco Lázaro   | Lekkoatletyka             |
| 2   | 1920, Antwerpia   | António de Menezes | Szermierka                |
| 3   | 1924, Paryż       | António Martins    | Lekkoatletyka/Strzelectwo |
| 4   | 1928, Amsterdam   | b.d.               |                           |
| 5   | 1932, Los Angeles | b.d.               |                           |
| 6   | 1936, Berlin      | Fasette            | Pięciobój nowoczesny      |
| 7   | 1948, Londyn      | b.d.               |                           |
| 8   | 1952, Oslo        | Duarte Silva       | Narciarstwo alpejskie     |
| 9   | 1952, Helsinki    | b.d.               |                           |
| 10  | 1956, Melbourne   | Bernardo Almeida   | Żeglarstwo                |
| 11  | 1960, Rzym        | b.d.               |                           |
| 12  | 1964, Tokio       | Fernando Matos     | Judo                      |
| 13  | 1968, Meksyk      | b.d.               |                           |
| 14  | 1972, Monachium   | Armando Aldegalega | Lekkoatletyka             |
| 15  | 1976, Montreal    | b.d.               |                           |
| 16  | 1980, Moskwa      | Esbela da Fonseca  | Gimnastyka                |
| 17  | 1984, Los Angeles | António Roquete    | Judo                      |
| 18  | 1988, Calgary     | António Reis       | Bobsleje                  |
| 19  | 1988, Seul        | João Rebelo        | Strzelectwo               |
| 20  | 1992, Barcelona   | Filipa Cavalleri   | Judo                      |
| 21  | 1994, Lillehammer | Georges Mendes     | Narciarstwo alpejskie     |
| 22  | 1996, Atlanta     | Fernanda Ribeiro   | Lekkoatletyka             |
| 23  | 1998, Nagano      | Mafalda Pereira    | Narciarstwo dowolne       |
| 24  | 2000, Sydney      | Miguel Maia        | Siatkówka                 |
| 25  | 2004, Ateny       | Nuno Delgado       | Judo                      |
| 26  | 2006, Turyn       | Danny Silva        | Biegi narciarskie         |
| 27  | 2008, Pekin       | Nelson Évora       | Lekkoatletyka             |
| 28  | 2010, Vancouver   | Danny Silva        | Biegi narciarskie         |
| 29  | 2012, Londyn      | Telma Monteiro     | Judo                      |
| 30  | 2014, Soczi       | Artur Hanse        | Narciarstwo alpejskie     |
| 31  | 2016, Rio         | João Rodrigues     | Żeglarstwo                |
| 32  | 2018, Pjongczang  | Kequyen Lam        | Biegi narciarskie         |
| 33  | 2020, Tokio       | Telma Monteiro     | Judo                      |
| 33  | 2020, Tokio       | Nelson Évora       | Lekkoatletyka             |
| 34  | 2022, Pekin       | Vanina Guerillot   | Narciarstwo alpejskie     |
| 34  | 2022, Pekin       | Ricardo Brancal    | Narciarstwo alpejskie     |
| 35  | 2024, Paryż       | Ana Cabecinha      | Lekkoatletyka             |
| 35  | 2024, Paryż       | Fernando Pimenta   | Kajakarstwo               |